# Daleka droga
Daleka droga (tyt. oryg. Долгий путь) – radziecki film fabularny z 1957 roku, w reżyserii Leonida Gajdaja, na motywach opowiadań Włodzimierza Korolenko.

## Fabuła
Debiut reżyserski Leonida Gajdaja. Akcja filmu rozgrywa się w czasach carskich. Zawiadowca stacji Kruglikow zostaje zesłany na Syberię, za to że strzelał do swojego zwierzchnika. Powodem sporu była ukochana Kruglikowa - Raisa. Na stacji kolejowej Kruglikow spotyka Raisę, skazaną na zesłanie. Ostatnie spotkanie Kruglikowa z Raisą trwa kilkanaście minut.

## Obsada
- Siergiej Jakowlew jako Wasilij Kruglikow
- Kiunna Ignatowa jako Raisa Fiedosiejewa
- Leonid Gubanow jako Dimitrij Orestowicz
- Władimir Biełokurow jako Patkin
- Nikifor Kołofidin jako ojciec Kruglikowa
- Aleksandr Antonow jako ojciec Raisy
- Gieorgij Budarow jako kupiec
- Władimir Pokrowski jako podróżny
- Iwan Ryżow jako żandarm
- Apołłon Jacznicki jako Arabin